# Amentotaxus argotaenia
El Amentotaxus argotaenia es una especie de conífera de la familia Taxaceae.

## Distribución
Se dice que la especie se encuentra sólo en China, de acuerdo con el Grupo Especialista de Coníferas de la UICN, pero se dice que la especie puede ser también encontrada en el norte de Vietnam de acuerdo con el Herbario de Hong Kong.
En Hong Kong, se distribuye en Ma On Shan, Tai Mo Shan, Mount Parker, Sunset Peak, Lantau Peak, Sai Kung. En el Shing Mun Arboretum, un espécimen vivo es expuesto.
En la parte continental de China, la especie se encuentra en Fujian, Gansu Sur, Guangdong, Guangxi, Guizhou, Hubei West, Hunan, Jiangsu, noroeste de Jiangxi, centro y sureste de Sichuan, Taiwán, sudeste Xizang y el sur de Zhejiang.

## Amenazas
La situación de la especie no es buena debido a que la tasa de crecimiento de la planta es lento y su regeneración es poco frecuente. Sus semillas son poco dispersas y precedidas por las ratas.
La disminución de la población también es causada por la tala de bosques y la modificación del hábitat.

## Protección
En Hong Kong, esta especie está bajo protección por la base de Forestal Cap Reglamento. 96A. Todas las localidades que tienen esta especies se encuentran dentro de Parques Nacionales bajo protección.